# Campylomyza minuta
Campylomyza minuta är en tvåvingeart som beskrevs av Marshall 1896. Campylomyza minuta ingår i släktet Campylomyza och familjen gallmyggor. Inga underarter finns listade i Catalogue of Life.